# Патриотическая молодёжь
Патриотическая молодёжь (фр. Jeunesses patriotes) — французская крайне правая организация 1924—1936, одна из «мятежных лиг». С позиций авторитарного национализма и непримиримого антикоммунизма выступала против Французской компартии, левых сил и парламентского режима Третьей республики. Располагала силовыми группами для уличных столкновений. Участвовала в мятеже 6 февраля 1934. Распущена правительством Народного фронта. Основатель и лидер — Пьер Теттенже.

## Структура
На выборах в мае 1924 победу одержал Картель левых. Впервые в парламентское большинство вошла социалистическая партия СФИО. Также впервые в Национальном собрании Франции появилась фракция коммунистов. Это вызвало серьёзную тревогу в правой части французского общества. Коммунистическая партия (ФКП) воспринималась как советская агентура и большевистская угроза, социалисты и радикалы — как пособники ФКП. Крайне правые отвергали парламентскую систему Третьей республики как «пособничество коммунизму».
Организация Патриотическая молодёжь (Jeunesses patriotes, JP) была учреждена в конце 1924. Основал JP депутат Национального собрания от Республиканской федерации Пьер Теттенже. Ветеран Первой мировой, кавалер Почётного легиона, в будущем крупный предприниматель-винодел Теттенже придерживался националистических бонапартистских взглядов и руководил молодёжной организацией Лиги патриотов. Именно на этой основе первоначально формировалась JP. Кадровый костяк составили студенты, молодые служащие и мелкие предприниматели. Приветствовались ветераны войны.
С самого начала «Патриотическая молодёжь» создавала свои силовые структуры — «мобильные группы», «железные бригады», «фаланги», «центурии». Организационным ядром JP являлись «мобильные группы» по пятьдесят человек под командованием офицеров-ветеранов. Общая численность боевиков в Париже достигала двух-трёх тысяч. Крупнейшая группа из четырёхсот студентов базировалась в Латинском квартале. Активные организации JP были созданы в университетских центрах и буржуазных кварталах Лиона, Бордо, Марселя, Лилля, Нанта.
На пике развития численность «Патриотической молодёжи» достигала 90 тысяч человек, из них в Париже более 6 тысяч. Антикоммунистическая риторика JP отличалась особой жёсткостью, авторитарно-националистические лозунги — особым радикализмом. Функцией «Патриотической молодёжи» в правом лагере стала охрана и безопасность.
Активисты JP охраняли митинги правых партий, проводили демонстративные публичные акции в стиле милитари. Они же расклеивали плакаты и распространяли листовки на «враждебных территориях» — в кварталах, где преобладали ФКП и СФИО. Вооружались, как правило, дубинками, кастетами, ножами, тростями, реже огнестрельным оружием. Имели автотранспорт для переброски из квартала в квартал.
Бессменным лидером «Патриотической молодёжи» оставался Пьер Теттенже. В руководстве состояли известные правые политики — протестантский пастор и муниципальный советник Парижа Эдуар Сулье, литератор и журналист Филипп Анрио, депутат парламента Жан Ибарнегарэ, адвокат Мишель Парес, отставной офицер Шарль де Иснар. Женскую организацию JP возглавляла юристка-феминистка Мари-Тереза Моро, её заместительницей была супруга лидера Анн-Мари Теттенже.

## Идеология
Стержневыми идеями «Патриотической молодёжи» являлись национализм и антикоммунизм. В уставе говорилось о «создании организованной силы, способной всеми средствами дать отпор проискам коммунизма, а в случае необходимости — стать опорой энергичного национального правительства». «Патриотическая молодежь» характеризовалась как «группировка французских граждан, объединённых для защиты национальной территории от опасности внутренней революции, для увеличения общественного достояния и совершенствования государственного устройства».
Члены «Патриотической молодёжи» были французскими националистами, часто бонапартистами, реже роялистами. Обычно они признавали республиканский строй, но выступали за максимальное усиление авторитарных начал, расширение полномочий президента, урезание прерогатив парламента. Авторитарность власти считалась необходимой для отпора коммунистической опасности.
Довольно многие активисты JP проявляли интерес к итальянскому фашизму. Это отразилась в организационном построении, внимании к силовой составляющей (членов JP называли «французскими чернорубашечниками»), ритуалах, форменной одежде (синие пальто и береты). В программе и агитации встречались характерные черты фашистского популизма — выступления против «международного капитала и диктатуры трестов».
Однако французская буржуазия и средний класс не были склонны к фашизации. Политические проекты такого рода обычно оставались маргинальными. По большинству оценок, «Патриотическая молодёжь» также являлась национал-консервативной, но не фашистской организацией.

## Политика
Первые действенные проявления «Патриотической молодёжи» пришлись на муниципальные выборы в мае 1925. JP взяла на себя охрану предвыборных митингов правых партий. В квартале Гранд-Карьер XVIII округа Парижа Теттенже и его соратники поддерживали кандидатуру Рауля Сабатье. 23 апреля 1925 произошёл расстрел на улице Дамремон — столкновение активистов JP с боевиками ФКП. Были убиты четверо националистов, из них трое членов JP — инженер Эдмон Маршаль, юрисконсульт Эдгар Труйе, студент Морис Рико.
Это событие создало позитивный имидж (тем более, что Теттенже удержал своих силовиков от противозаконных контрдействий) и укрепило положение JP в правом лагере. Уже через три месяца в JP влилась организация «Легион», во главе которой стоял популярный писатель Антуан Редье. Некоторое время Редье был заместителем Теттенже, но вскоре перешёл в Фэсо Жоржа Валуа. Причина ухода состояла в «умеренности» Теттенже, недостаточно жёсткой антипарламентской позиции.
В 1926 правительство Картеля левых сменилось кабинетом Национального единения (с участием правой Республиканской федерации и правоцентристского Демократического альянса). Тогда же «Патриотическая молодёжь» отделилась от Лиги патриотов и стала полностью самостоятельной организацией. В новых условиях Пьер Теттенже существенно изменил курс.
«Патриотическая молодёжь» приглушила прежние антипарламентские лозунги. Теттенже наладил активное сотрудничество с депутатскими фракциями системных правых партий. Несколько десятков депутатов и сенаторов примкнули к JP. Организация Теттенже — к тому времени весьма успешного предпринимателя и состоятельного человека — сделалась своеобразным связующим звеном между парламентским представительством буржуазных партий и «уличной гвардией „мятежных лиг“».
В выступлениях Теттенже зазвучали новые мотивы — против диктатуры и олигархии, в поддержку республиканских институтов. Он выступал теперь против слома парламентской системы, за её «улучшение мирным путём». Теттенже поддержал репарационный План Юнга, вывод французских войск из Рейнской области и Саара. Эти прагматичные позиции шли вразрез с идеологией JP и вызывали протесты радикальных националистов. Сильно обострились отношения с родственными «мятежными лигами» — Аксьон франсез и Огненными крестами. За чрезмерную лояльность к Германии критиковал Теттенже даже лидер Республиканской федерации Луи Марэн.
На выборах 1932 вновь добились успеха левые партии. В 1933 к власти в Германии пришли национал-социалисты. Оба события вновь резко обострили политическую ситуацию во Франции. «Патриотическая молодёжь» резко радикализировалась, в организации усилились ультраправые тенденции. JP вступила в коалицию Национальный фронт с новой «мятежной лигой» Французская солидарность Жана Рено — действительно фашистского характера. 6 февраля 1934 «Патриотическая молодёжь» участвовала в антиреспубликанском мятеже. Погибли двое членов JP — медик Жан-Элой Фабр и предприниматель Раймон Россиньоль.
Политика Теттенже стала восприниматься как метания между системным парламентаризмом и антиреспубликанским путчизмом. Такая непоследовательность не устраивала ни радикалов, ни умеренных. Лично Теттенже проигрывал в конкуренции с полковником Франсуа де ля Роком, лидером «Огненных крестов».

## Роспуск
Следствием событий 6 февраля 1934 стал закон от 10 января 1936: расширение полномочий правительства по запрету и роспуску «частных милиций» и политических организаций, обладающих военизированными формированиями. Этот закон использовало правительство Народного фронта, пришедшее к власти по итогам парламентских выборов 1936. «Патриотическая молодёжь» была распущена правительственным декретом в июне 1936 — вместе с «Огненными крестами» и «Французской солидарностью» (Аксьон франсез и ещё несколько «мятежных лиг» запрещены раньше).
Пьер Теттенже попытался преобразовать JP в Национальную народную партию и Республиканскую национальную и социальную партию (PRNS). В 1937 PRNS участвовала в проекте антикоммунистической коалиции Фронт свободы (инициировала фашистская Французская народная партия Жака Дорио).
В годы немецкой оккупации ряд бывших деятелей JP занимал коллаборационистские позиции. Теттенже возглавлял Совет Парижа — но много сделал, чтобы предотвратить разрушение французской столицы отступающими немецкими войсками. Анрио возглавлял информационный аппарат правительства Виши и был убит бойцами Сопротивления. В послевоенной Франции Теттенже занимался бизнесом и занимал пост мэра Сен-Жорж-де-Кото. Он поддержал установление Пятой республики и президента Шарля де Голля, хотя критиковал голлистскую партию за недостаточную авторитарность.